# Kap Dubouzet
Kap Dubouzet (französisch Cap Dubouzet) ist ein Kap, welches 3 km nordöstlich des Mount Bransfield das nordöstliche Ende der Antarktischen Halbinsel markiert.
Teilnehmer der Dritten Französischen Antarktisexpedition (1837–1840) unter der Leitung des Polarforschers Jules Dumont d’Urville kartierten das Kap. D’Urville benannte es nach Leutnant Eugène du Bouzet (1805–1867), Navigator seines Geleitschiffs Zélée.